# Banffshire (circonscription du Parlement d'Écosse)
Banffshire est une Circonscription représentée au Parlement d'Écosse jusqu'en 1707.

## Membres du Parlement
| Élection             | Premier membre                                   | Deuxième membre                  |
| -------------------- | ------------------------------------------------ | -------------------------------- |
| 1593                 | Sir Walter Ogilvie                               | ?                                |
| 1621                 | George Ogilvie de Carnousie                      | ?                                |
| 1628                 | John Gordon (jusqu'en 1633)                      | ?                                |
| 1639                 | Walter Urquhart                                  | James Creichtoun                 |
| 1640                 | Walter Urquhart                                  | Sir Alexander Abercromby, 1er Bt |
| 1641                 | James Creichtoun                                 | ?                                |
| 1643                 | Sir Alexander Abercromby, 1er Bt                 | James Hay                        |
| 1644                 | Walter Ogilvie                                   | ?                                |
| 1646                 | Sir Alexander Abercromby, 1er Bt                 | ?                                |
| 1648                 | Sir Alexander Abercromby, 1er Bt                 | Lyon of Troupe                   |
| 1661                 | Sir Alexander Abercromby, 1er Bt (jusqu'en 1663) | -                                |
| 1665                 | Sir James Baird, sheriff                         | -                                |
| 1667                 | Sir Alexander Urquhart                           | -                                |
| 1669                 | Sir Patrick Ogilvie (jusqu'en 1674)              | Sir James Baird                  |
| 1672                 | Sir Patrick Ogilvie (jusqu'en 1674)              | ?                                |
| 1678                 | Sir Patrick Ogilvie                              | James Baird                      |
| 1681 (jusqu'en 1682) | Sir George Gordon                                | Sir Patrick Ogilvie              |
| 1685 (jusqu'en 1686) | Sir George Gordon                                | Sir Patrick Ogilvie              |
| 1689                 | Alexander Duff                                   | Sir Patrick Ogilvie              |
| 1693                 | Alexander Duff                                   | Sir James Abercromby, 2e Bt      |
| 1702                 | Alexander Duff                                   | James Ogilvie                    |
| 1706                 | Alexander Abercromby                             | James Ogilvie                    |